# Alfordsville (Indiana)
Alfordsville – miasto w Stanach Zjednoczonych, w stanie Indiana, w hrabstwie Allen.